# Бирюля, Константин Пименович
Константин Пименович Бирюля (1919—1949) — сержант Советской Армии, участник советско-японской войны, Герой Советского Союза (1945).

## Биография
Константин Бирюля родился 18 января 1919 года в городе Мглин (ныне — Брянская область) в семье служащего. В раннем возрасте вместе с семьёй переехал в посёлок Тетюхе (ныне — Дальнегорск Приморского края). Там окончил семь классов школы, работал в типографии районной газеты «Трудовое слово», был сначала учеником наборщика, затем наборщиком. В 1939 году был призван на службу в Рабоче-крестьянскую Красную Армию, служил в морской пехоте Тихоокеанского флота. В 1941 году вступил в ВКП(б). Участвовал в советско-японской войне. Отличился во время боёв за город Сейсин (ныне — Чхонджин, КНДР). К тому времени сержант Константин Бирюля командовал пулемётным отделением 355-го отдельного сапёрного батальона морской пехоты Тихоокеанского флота.
14 августа 1945 года батальон высадился в районе Сейсина. 1-я стрелковая рота, в составе которой был Бирюля, закрепилась на берегу. Отражая японскую контратаку на левом фланге обороны, Бирюля в бою лично уничтожил 28 солдат и 3 офицеров противника. 14 августа рота, продвинувшаяся вперёд, оказалась в окружении. Заняв господствующую высоту и создав круговую оборону, подразделение отразило 15 японских контратак в ночь на 15 августа. Во время боя Бирюля неоднократно сам занимал места за пулемётами, когда их расчёты выходили из строя. В тех боях ротой было уничтожено более 240 японских солдат и офицеров.
Указом Президиума Верховного Совета СССР от 14 сентября 1945 года за «образцовое выполнение боевых заданий командования на фронте борьбы с японскими империалистами, доблесть и отвагу» сержант Константин Бирюля был удостоен высокого звания Героя Советского Союза с вручением ордена Ленина и медали «Золотая Звезда» за номером 7137).
После окончания войны в 1946 году был демобилизован. Проживал во Владивостоке, умер в 1949 году. Был похоронен на Лесном кладбище Владивостока, место захоронения со временем было утеряно и обнаружено лишь в 2007 году. К 9 мая 2007 года были обновлены могильные плиты над могилами Бирюли и Героя Советского Союза Степана Воробьёва.
Также был награждён рядом медалей.